# Abraham Darby III

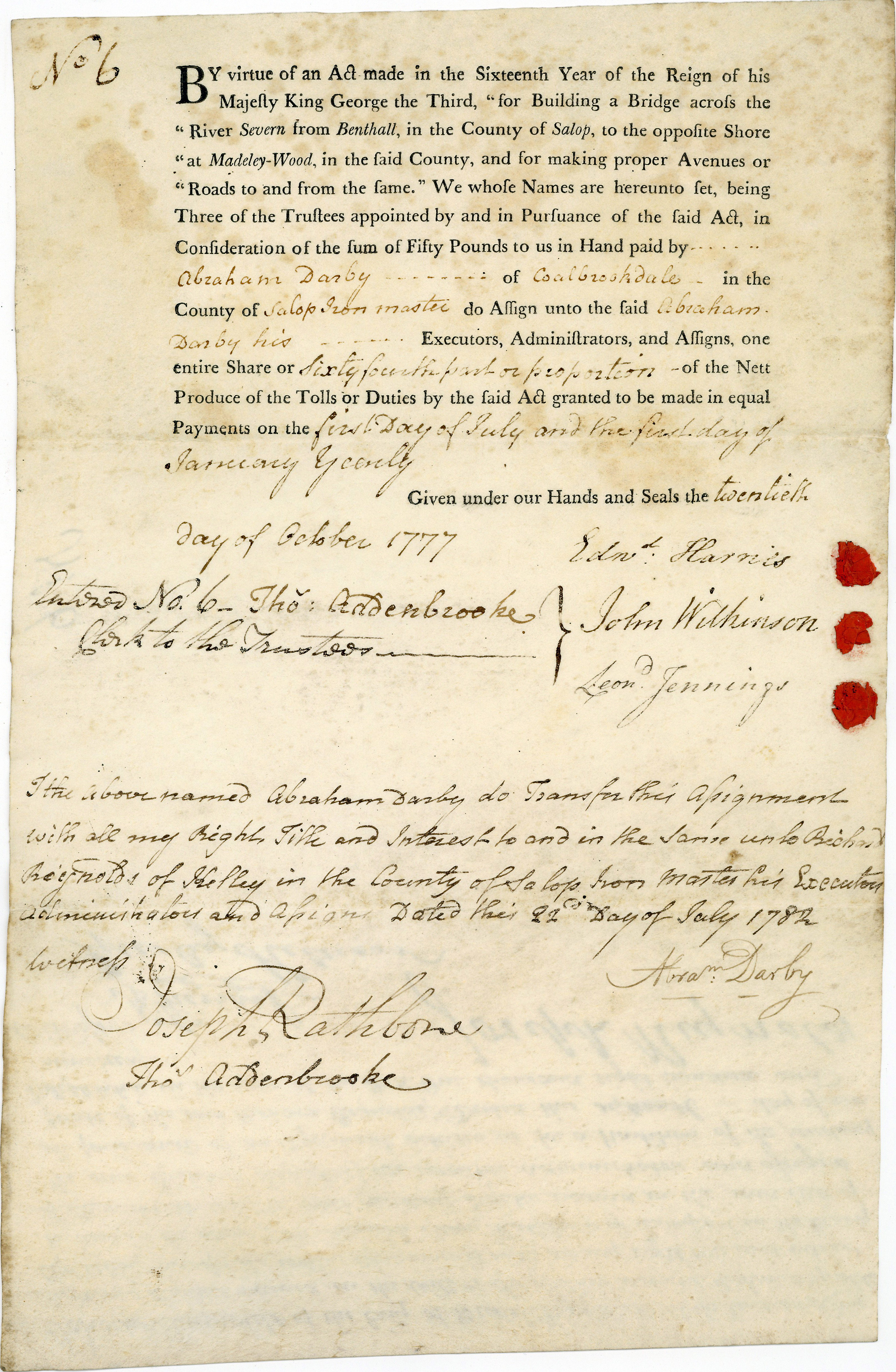
Gründeraktie der Company for Building a Bridge across the River Severn (Ironbridge) über 1/64 Anteil (50 Pfund), ausgestellt am 20. Oktober 1777. Die auf Tierhaut gedruckte Aktie gehörte dem Unternehmensgründer Abraham Darby III., der sie auch original signiert hat.

Abraham Darby (* 1750; † 1791; genannt Abraham Darby III) war ein englischer Eisenfabrikant. Er ist der Enkel von Abraham Darby I und Erbauer der Iron Bridge.

## Leben
Abraham Darby III entstammte einer englischen Quaker-Familie, die im 17. und 18. Jahrhundert entscheidend Hüttenwesen und Eisenveredlung in England entwickelte. Bereits mit 19 Jahren übernahm er das Hüttenwerk, das sein Großvater Abraham Darby I (1667–1717) aufgebaut und sein Vater Abraham Darby II (1711–1763) erfolgreich weitergeführt hatte.
Berühmt geworden ist Abraham Darby III durch die Errichtung der Iron Bridge nahe Shrewsbury, die am Neujahrstag 1781 eröffnet wurde. Die 30 Meter lange Brücke war weltweit die erste Eisenbrücke, die gebaut wurde, und gab nicht nur der Ortschaft, sondern auch dem Tal, in dem die Brücke lag, den Namen. Das von seinem Vater übernommene Unternehmen erweiterte Abraham Darby erfolgreich. 1784 zählte man acht Hochöfen und das innerbetriebliche Schienennetz wuchs auf über 30 km.